# The Hertz Corporation

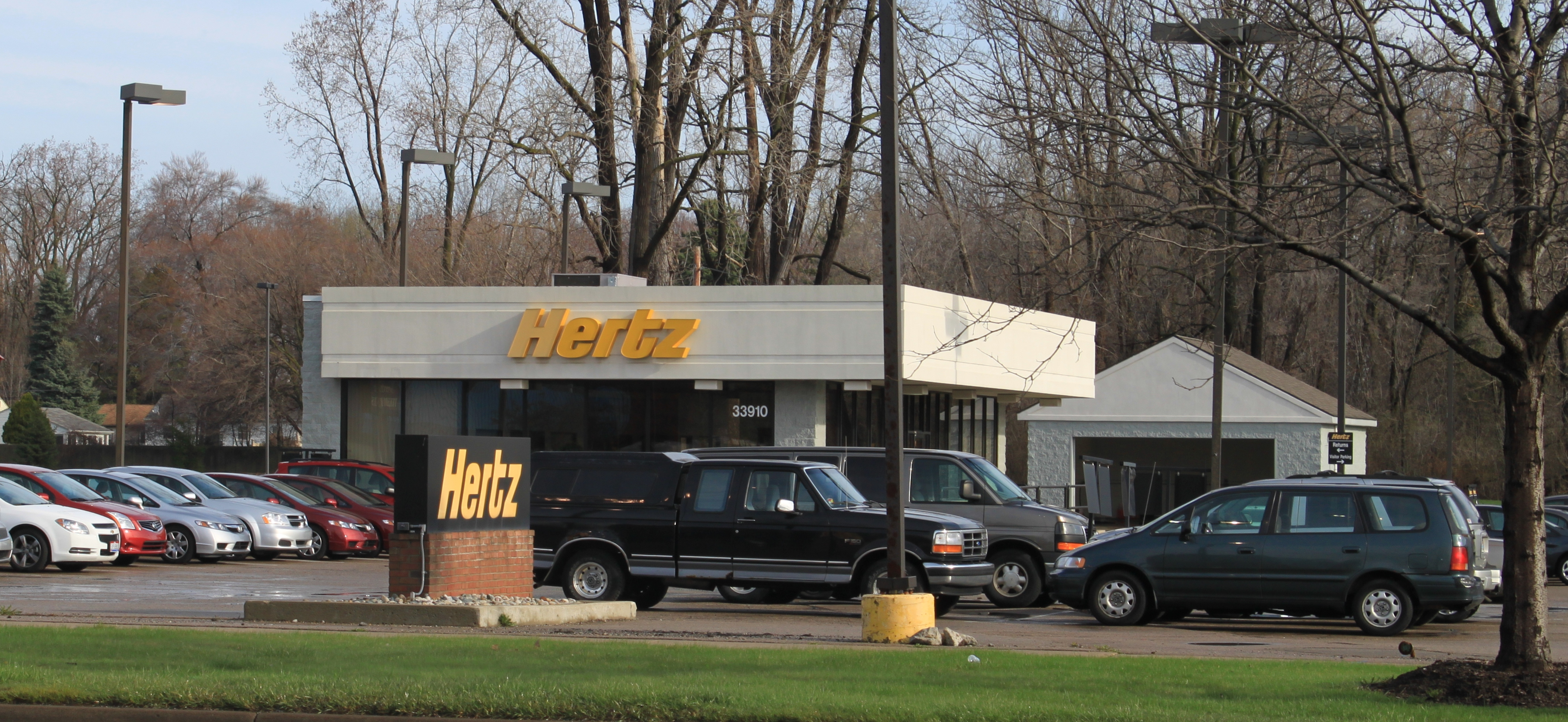
Hertz di Livonia (Michigan)

The Hertz Corporation, sussidiaria della Hertz Global Holdings Inc,  è un'azienda statunitense di autonoleggio. La sede è a Estero, in Florida.

## Storia

### Primi anni
L'azienda fu fondata da Walter L. Jacobs nel 1918, come autonoleggio a Chicago con una dozzina di Ford Model T. Nel 1923, Jacobs vendette a John D. Hertz la compagnia, facendola diventare una sussidiaria della Yellow Truck and Coach Manufacturing Company e rinominandola "Hertz Drive-Ur-Self System".
Venne venduta la parte azionaria di maggioranza della Yellow Truck and Coach Manufacturing Company (e la Hertz Drive-Ur-Self) alla General Motors nel 1925 che comprò le azioni rimanenti nel 1943.
Hertz attraverso la The Omnibus Corporation iniziò dal 1953 il rientro dell'autonoleggio da lui fondato dalla GM. Nello stesso anno vende la parte di trasporto pubblico della The Omnibus Corporation cambiando il nome in The Hertz Corporation e quotandola alla New York Stock Exchange l'anno successivo.

### The Hertz Corporation

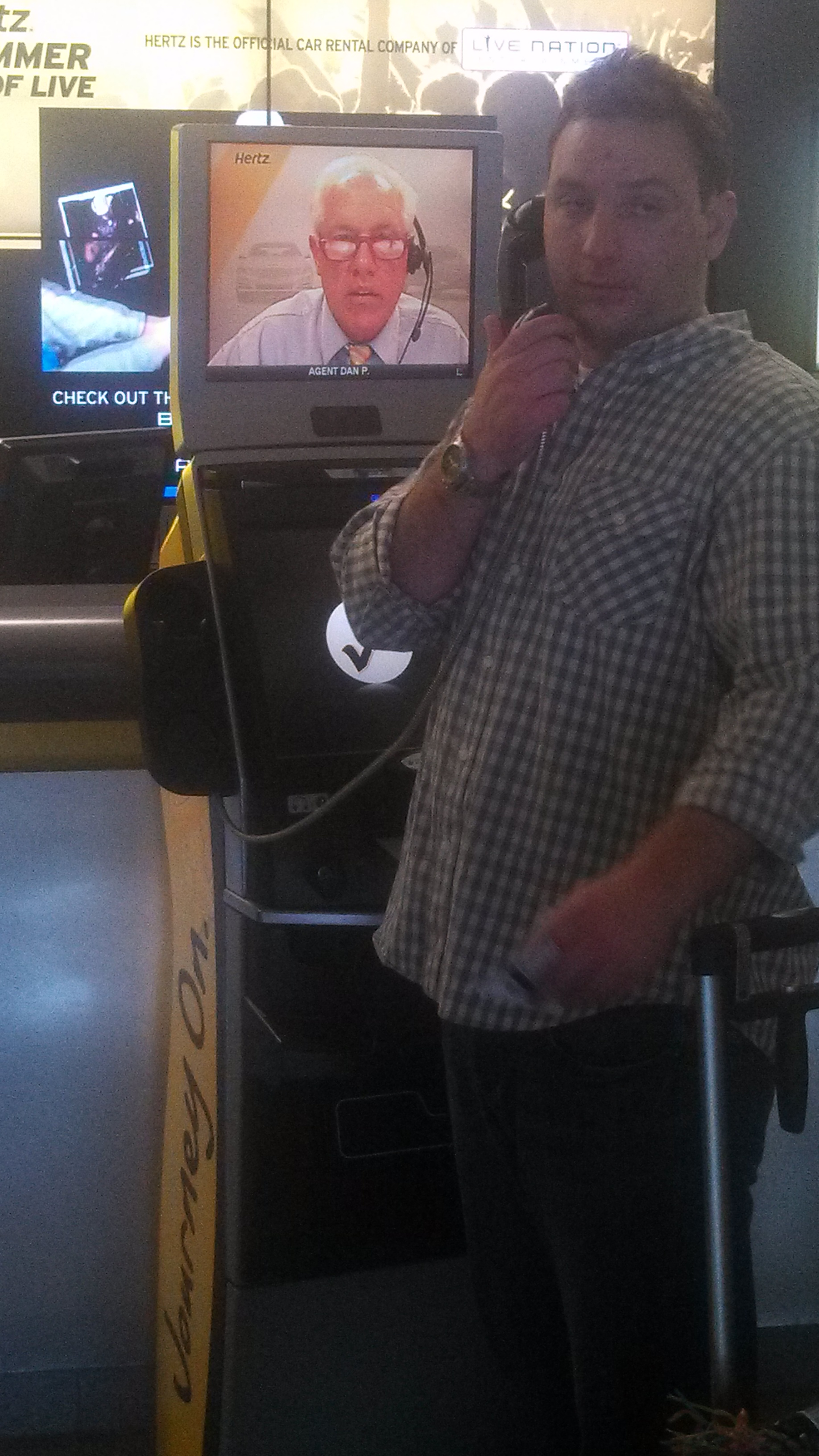
Chiosco Hertz

Nel 1954 Hertz compra la Metropolitan Distributors di New York.
Nel 1967, The Hertz Corporation diventa una sussidiaria della RCA ma fu gestita come entità separata. Nel 1985, Hertz si fonda con la UAL Corporation. Il 30 dicembre 1987, Hertz viene venduta alla Park Ridge Corporation, della Ford Motor Company e di alcuni manager Hertz. Nel 1988, Volvo North America Corporation investe nella Park Ridge Corporation.
Il 3 giugno 2005 Ford annuncia che la Hertz subisce una OPA. L'8 settembre 2005 viene venduta alle private equity Clayton, Dubilier & Rice, The Carlyle Group e Merrill Lynch Global Private Equity per 15 miliardi di $. La vendita fu completata il 2 dicembre 2005. Il gruppo private equity la rese pubblica nel 2006.
L'11 gennaio 2010, Hertz annuncia l'acquisizione di British Car Auctions (BCA).
Nel novembre 2011, Hertz introduce gli ExpressRent kiosk. Il primo caso negli Stati Uniti con operatori live in video chat.
Il 22 maggio 2020 Hertz ha annunciato di essere indebitato e di aver subito un forte calo delle entrate a causa della pandemia COVID-19. Ha quindi presentato istanza di fallimento negli Stati Uniti e in Canada. Questa misura non tocca le filiali europee.

### Rete operativa
Hertz opera in 145 paesi. Al di fuori degli USA, Hertz ha sedi in 18 paesi, il resto è franchising. Nel 2012 la compagnia ha 3.210 sedi operative negli USA e 1.215 nel mondo.

## Flotta
La flotta Hertz è principalmente basata su veicoli General Motors. Veicoli di lusso sono della Mercedes-Benz, Infiniti e Cadillac. Al tempo della proprietà Ford, i veicoli erano forniti dalla casa madre e da Mazda, Volvo Cars, Mercury e Lincoln. Nel 2012 la compagnia ha un parco mezzi di 490.000 veicoli negli USA e 177.000 veicoli nel mondo con 104.000 sedi in 150 stati.